# Marius Nègre
Pour les articles homonymes, voir nègre (homonymie).
Marius Nègre, connu aussi sous le nom Marcel Nègre, né le 16 février 1870 à Caux (Hérault) et mort dans son village natal le 8 février 1952, est un instituteur et syndicaliste français. Il est l'un des fondateurs et le premier secrétaire général de la Fédération des membres de l'enseignement laïque (FMEL), créée en décembre 1905 et affiliée à la CGT. Il fait partie, selon l'historien Jean Sagnes, des « pionniers du syndicalisme enseignant en France ».

## Biographie
Il est le fils d'Auguste Nègre, menuisier, et d'Euphrasie Combal,,.
En 1885, il entre à l'École normale de Montpellier et y obtient le Brevet supérieur. 
Reçu au baccalauréat en 1893, il devient professeur délégué au collège de Mende puis à l'École normale de Quimper.
Pour aider son frère, Florentin, qui vient d'entrer à l'École supérieure d'électricité de Paris, il prend un poste d'instituteur dans la capitale, où fleurissent les mouvements syndicaux. 
Il crée alors le Comité de l'enseignement laïque et républicain et son organe, L'Action scolaire, qui cherche à amener les amicales d'instituteurs à des actions plus énergiques. À la suite du congrès de ces amicales à Marseille en 1903, il fonde en décembre, avec l’écrivain et instituteur Albert Surier, l'association « L'émancipation de l'instituteur »,,.
À la fin de l'année 1904, une réunion d'assemblée générale des agents des Postes avec les associations professionnelles se réunissent pour examiner un projet de loi permettant de réformer la loi de 1853 sur les retraites. Marius Nègre publie en juillet 1905 sa volonté syndicale : « Écarter systématiquement de son action toute question ayant un caractère spéculatif ou pédagogique […] C’est ce sens positif, pratique, […] qui distingue précisément l’Émancipation des Amicales; c’est là ce qui donne à notre groupement le caractère nettement syndical ». Il constitue dès lors la « Fédération nationale des syndicats d'instituteurs et d'institutrices publics de France et des colonies » (FNSI).
En novembre 1905, en réaction à la répression dont ont été victimes les agents des Postes, se constitue un Comité central de défense du droit syndical des salariés de l’État, des départements et des services publics. Marius Nègre en est le secrétaire, en plus d'être celui de la Fédération des syndicats d’instituteurs. Le 26 novembre, il rédige, avec Émile Janvion et cinq postiers, une lettre ouverte à Georges Clémenceau réclamant pour les fonctionnaires le droit de se syndiquer : « Les syndicats sont avant tout des instruments de lutte. Leur but immédiat et urgent est de poursuivre l’amélioration des conditions matérielles du travailleur. L’instituteur est […] lui aussi un prolétaire et un exploité : comme l’ouvrier il voit se dresser devant lui les mêmes forces d’oppression ; comme lui, il a le même ennemi à combattre ».
Le 21 janvier 1906, ce comité tient un congrès à la Bourse du travail. Dans les jours qui suivent, il organise des meetings en réclamant le droit syndical pour les fonctionnaires dans plusieurs villes. Le secrétaire de la CGT, Victor Griffuelhes, lui apporte son soutien durant une réunion au Manège Saint-Paul, à Paris. Des réunions sont organisées par la Fédération des syndicats d’instituteurs, auxquelles participent Anatole France, Ferdinand Buisson et Jean Jaurès.
Lorsqu'en 1907 la « Fédération nationale des instituteurs » s'affilie à la CGT, alors d'inspiration anarcho-syndicaliste, Marius Nègre fait l'objet d'une procédure disciplinaire puis est révoqué sur l'intervention de Georges Clemenceau,, le 27 avril 1907 pour avoir bravé l'interdiction faite aux instituteurs (comme aux autres fonctionnaires) de se syndiquer et pour avoir osé appeler ses collègues à rejoindre la CGT, (président du conseil d'octobre 1906 à juillet 1909, Clémenceau a adopté, à l'égard des syndicats de fonctionnaires, une politique de répression comme celle qu'il met en œuvre contre les viticulteurs du Midi et les grèves ouvrières). La Fédération soutient toutefois Marius Nègre en lui assurant un traitement permanent de secrétaire jusqu'à sa réintégration en avril 1911 dans le 20e arrondissement, réintégration obtenue après sa démission au Congrès d'Angers en 1910 et sa rentrée dans le rang. 
Le droit syndical sera reconnu de fait en 1924 par le gouvernement du Cartel des gauches,.
À sa retraite, Marius Nègre retourne dans son village natal et y dirige la coopérative viticole « Les vignerons de Caux »,,.

### Fonds d'archives
- Fonds Marius Nègre (1886-1940) [1,4 ml].  Cote : 8J. Montpellier : Archives départementales de l'Hérault (présentation en ligne).